# Frea puncticollis
Frea puncticollis là một loài bọ cánh cứng trong họ Cerambycidae.